# 佩拉赛
佩拉赛（法語：Pérassay，法語發音：[peʁasɛ]）是法国安德尔省的一个市镇，位于该省东南部，属于拉沙特尔区。

## 地理
佩拉赛（46°28'18"N, 2°8'51"E）面积24.19 平方千米，位于法国中央-卢瓦尔河谷大区安德尔省，该省份为法国中部省份，北起卢瓦-谢尔省，西北接安德尔-卢瓦尔省，西南接维埃纳省，南至克勒兹省和上维埃纳省，东临谢尔省。
与佩拉赛接壤的市镇（或旧市镇、城区）包括：圣普列斯特拉马什、圣萨蒂南、弗西讷、利涅罗勒、安德尔河畔圣塞韦尔、维古朗、维容。

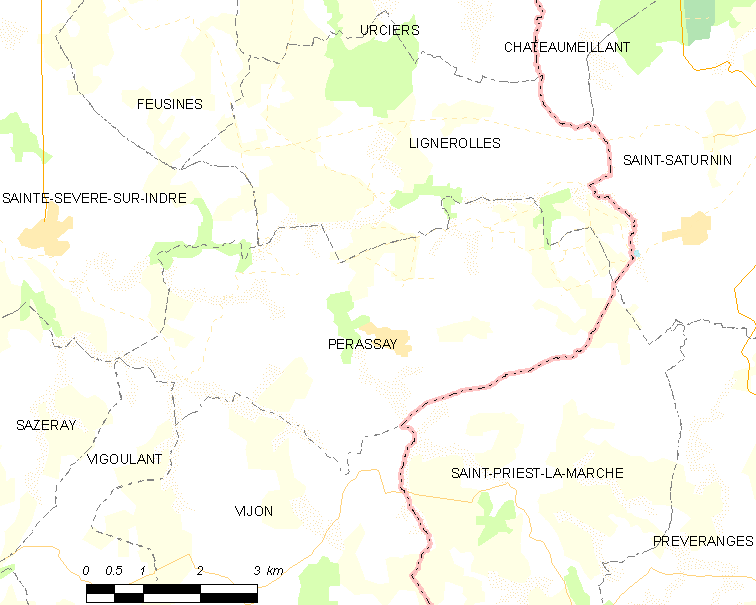
佩拉赛的OSM定位图

佩拉赛的时区为UTC+01:00、UTC+02:00（夏令时）。

## 行政
佩拉赛的邮政编码为36160，INSEE市镇编码为36156。

## 政治
佩拉赛所属的省级选区为拉沙特尔县。

## 人口

1962-2008年间佩拉赛人口变化图示

佩拉赛于2022年1月1日时的人口数量为415人。